# Brunotartessus cunnamullensis
Brunotartessus cunnamullensis är en insektsart som beskrevs av Evans 1981. Brunotartessus cunnamullensis ingår i släktet Brunotartessus och familjen dvärgstritar. Inga underarter finns listade i Catalogue of Life.